# Bolbonota aureosericea
Bolbonota aureosericea är en insektsart som beskrevs av Carl Stål. Bolbonota aureosericea ingår i släktet Bolbonota och familjen hornstritar. Inga underarter finns listade i Catalogue of Life.